# Défilé de l'Écluse

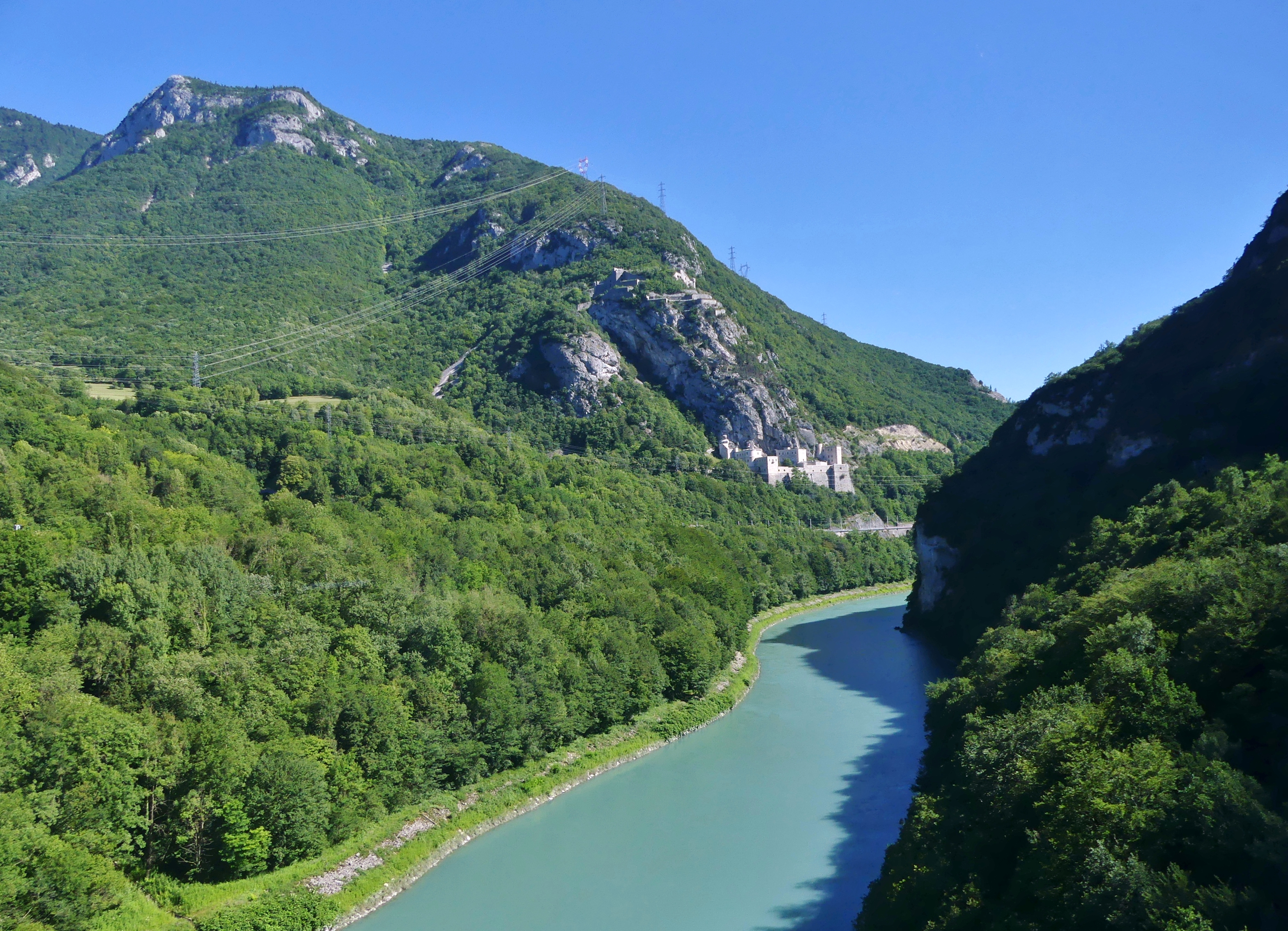
Le défilé et le Fort l'Écluse vus au matin depuis le viaduc de Longeray.

Le défilé de l'Écluse est une cluse située en France dans le massif du Jura, séparant les départements de l'Ain et de la Haute-Savoie en région Auvergne-Rhône-Alpes.
Il s'agit d'une cluse étroite, empruntée par le Rhône qui se faufile entre le Grand Crêt d'Eau (ou « Grand Crédo ») au nord-ouest et la montagne du Vuache au sud-est, à une bonne vingtaine de kilomètres en aval de Genève, en Suisse.

## Histoire
Il s'agit d'un passage stratégique important, puisqu'il ferme au sud-ouest le bassin genevois. Ce site est mentionné par Jules César dans La Guerre des Gaules. César explique qu'il a empêché les Helvètes, qui désiraient quitter le territoire suisse actuel, de traverser le Rhône. En conséquence, ceux-ci ont été obligés d'emprunter le malcommode défilé de l'Écluse. 
Jusqu'au XXe siècle, le Défilé de l'Écluse est resté un site militaire dont le Fort l'Écluse, sur la rive droite du Rhône, témoigne encore aujourd'hui de l'importance. La prise de Fort l'Écluse, en 1814, est l'exemple le plus notable de ce passé.

## Voies de communications
La route nationale qui conduit de Lyon à Genève passe dans le défilé. L'autoroute blanche, qui double la route nationale, évite le défilé en passant en tunnel sous la montagne du Vuache. La ligne de Lyon-Perrache à Genève (frontière) traverse également le massif par le tunnel du Crêt d'Eau et rejoint la ligne de Longeray-Léaz au Bouveret qui traverse le Rhône sur le viaduc de Longeray.

## Oiseaux migrateurs
Le défilé de l'Écluse est un site privilégié d'observation de la migration postnuptiale des cigognes et de certains rapaces.